# Коронник бразильський
Коронник бразильський (Myiothlypis leucophrys) — вид горобцеподібних птахів родини піснярових (Parulidae).. Ендемік Бразилії. Його довгий час відносили до роду Коронник (Basileuterus), однак за результатами молекулярно-філогенетичного дослідження бразильський коронник і низка інших видів були переведені до відновленого роду Myiothlypis

## Опис
Довжина птаха становить 14 см. Тім'я сіре, над очима білі "брови", від потилиці до дзьоба проходять чорні смуги. Потилиця сіра, горло біле, нижня частина тіла біла, груди світло-сірі, боки сірувато-коричнево-жовті. Верхня частина тіла коричнево-оливкова або оливково-зелене, крила темно-коричневі з оливковими кінчиками пер. Дзьоб чорний, лапи жовтуваті.

## Поширення і екологія
Бразильські коронники поширені на півдні штатів Мату-Гросу і Гояс, навколо міста Бразиліа, а також на заході штату Мінас-Жерайс. Іноді трапляються на крайньому заході штату Баїя і на крайньому півночі штату Сан-Паулу. Вони живуть в субтропічних і тропічних вологих лісах, на заболочених територіях і в галерейних лісах на висоті до 1100 м над рівнем моря. Харчуються комахами, яких шукають в густому підліску.